# 栗原貴史
栗原 貴史（くりはら たかし、1982年8月4日 - ）は、日本の美容師。静岡県島田市出身。美容室「PEEK-A-BOO」のアートディレクター。ベーシックカットを基盤とした構造的なヘアスタイルや正確なカットラインに特徴があり、美容専門誌などでも紹介されている。

## 経歴
高校卒業後に上京し。2003年3月、国際文化理容美容専門学校渋谷校美容科を卒業。同年4月、PEEK-A-BOOへ入社。
入社後は原宿・表参道エリアで約13年間にわたりサロンワークを重ね、2009年には表参道店にてトップスタイリストに就任。多くの顧客を担当する傍ら、撮影や社内教育にも関わるようになる。
2016年のNEWoMan新宿の開業に合わせて同店舗の立ち上げに携わり、店長として開業初期の多忙な現場を統括し、スタッフ育成と技術全般のマネジメントを担った。
2020年、アートディレクターに就任。現在は銀座並木通り店に在籍し、店舗運営を行うとともに、社内外のセミナーや講習を通じて若手技術者の指導にも携わっており、講演や取材を通してその技術哲学を発信している。また、デジタル戦略部門の統括として、PEEK-A-BOO動画教育プラットフォームの創設にも関わり、教育発信の体制づくりにも注力している。

## 活動
カット技術の教育活動の一環として、InstagramやYouTubeなどのSNSを通じて動画や技術解説を発信している。2025年時点で、Instagramのフォロワー数は11万人を超えている。2022年にはPinterest Japanのオンラインキャンペーンに起用された。
コロナ禍においては、社内技術の可視化とデジタル教育の必要性を背景に、PEEK-A-BOOの公式動画配信プラットフォームの立ち上げに中心メンバーとして関わった。企画・設計・撮影・編集などに携わり、現在はデジタル戦略部門の統括も務めている。
2018年には業界誌『PREPPY』にて特集され、カットスタイルや技術への姿勢が紹介された。2019年には東京国際フォーラムで開催された美容イベント「DREAM PLUS 2019」に出演し、福井達真と共にヘアステージに登壇。
2020年には盆栽師・平尾成志との職人対談企画に出演し、「感性は訓練で育てられる」との持論を語っている。
2025年には美容専門誌『PREPPY』の「PREPPYリアルトレンド大賞2024-2025」にてグランプリを受賞し、同年7月号の表紙に登場した。

## 受賞歴

### Japan Hairdressing Awards（JHA）
- 2021年　RISING STAR OF THE YEAR（東京エリア）ノミネート[13]
- 2022年　SALON TEAM OF THE YEAR　受賞（チーム賞）[14]

### KAMI CHARISMA AWARD
- 2025年　一つ星 受賞[15]

### その他
- 2021年 - MILBON DA PHOTO WORKS  受賞[16]

- 2025年 - PREPPY リアルトレンド大賞 2024-2025 グランプリ受賞[17]

## メディア掲載（一部）
- PREPPY[18]
- SHINBIYO[19]
- HAIR MODE[20]

## 審査員
- UNITED DANKS CONTEST19[21]
- D-CONTEST2022 next generation FINAL[22]
- DREAM PLUS CONTEST 2023[23]